# Collegio plurinominale Sicilia 2 - 01 (2017)
Il collegio elettorale plurinominale Sicilia 2 - 01 è stato un collegio elettorale plurinominale della Repubblica Italiana per l'elezione della Camera tra il 2017 ed il 2022.

## Territorio
Come previsto dalla legge elettorale italiana del 2017, il collegio era stato definito tramite decreto legislativo all'interno della circoscrizione Sicilia 2.
Il collegio comprendeva la zona definita dai tre collegi uninominali Sicilia 2 - 01 (Messina), Sicilia 2 - 02 (Barcellona Pozzo di Gotto) e Sicilia 2 - 03 (Enna).

## Dati elettorali

### XVIII legislatura
Come previsto dalla legge elettorale, 386 deputati erano eletti in 63 collegi plurinominali con ripartizione proporzionale a livello nazionale tra le coalizioni e le singole liste che avessero superato la soglia di sbarramento stabilita.
Nel collegio venivano eletti 10 deputati.
| Liste          | Liste                                | Proporzionale | Proporzionale | Proporzionale | Maggioritario | Maggioritario | Maggioritario |  |
| Liste          | Liste                                | Voti          | %             | Seggi         | Voti          | %             | Seggi         |  |
| -------------- | ------------------------------------ | ------------- | ------------- | ------------- | ------------- | ------------- | ------------- |  |
|                | Movimento 5 Stelle                   | 180 584       | 44,81         | 2             | 180 584       | 44,81         | 3             |  |
|                | Forza Italia                         | 84 535        | 20,98         | 1             | 125 936       | 31,25         | –             |  |
|                | Lega                                 | 21 957        | 5,45          | 1             | 125 936       | 31,25         | –             |  |
|                | Fratelli d'Italia                    | 14 521        | 3,60          | 1             | 125 936       | 31,25         | –             |  |
|                | Noi con l'Italia – UDC               | 4 923         | 1,22          | –             | 125 936       | 31,25         | –             |  |
|                | Partito Democratico                  | 61 170        | 15,18         | 1             | 72 779        | 18,06         | –             |  |
|                | Civica Popolare                      | 5 114         | 1,27          | –             | 72 779        | 18,06         | –             |  |
|                | +Europa                              | 4 568         | 1,13          | –             | 72 779        | 18,06         | –             |  |
|                | Italia Europa Insieme                | 1 927         | 0,48          | –             | 72 779        | 18,06         | –             |  |
|                | Liberi e Uguali                      | 12 437        | 3,09          | 1             | 12 437        | 3,09          | –             |  |
|                | Il Popolo della Famiglia             | 2 987         | 0,74          | –             | 2 987         | 0,74          | –             |  |
|                | Potere al Popolo!                    | 2 534         | 0,63          | –             | 2 534         | 0,63          | –             |  |
|                | CasaPound                            | 2 425         | 0,60          | –             | 2 425         | 0,60          | –             |  |
|                | Italia agli Italiani (FN - MSFT)     | 1 612         | 0,40          | –             | 1 612         | 0,40          | –             |  |
|                | Partito Comunista                    | 1 236         | 0,31          | –             | 1 236         | 0,31          | –             |  |
|                | Lista del Popolo per la Costituzione | 266           | 0,07          | –             | 266           | 0,07          | –             |  |
|                | Partito Valore Umano                 | 194           | 0,05          | –             | 194           | 0,05          | –             |  |
| Totale         | Totale                               | 402 990       | 100           | 7             | 402 990       | 100           | 3             |  |
|                |                                      |               |               |               |               |               |               |  |
| Schede bianche | Schede bianche                       | 5 870         | 1,40          |               |               |               |               |  |
| Schede nulle   | Schede nulle                         | 11 767        | 2,80          |               |               |               |               |  |
| Votanti        | Votanti                              | 420 627       | 64,87         |               |               |               |               |  |
| Elettori       | Elettori                             | 648 424       |               |               |               |               |               |  |

## Eletti

### Eletti nei collegi uninominali
| Collegio uninominale         | Eletto | Eletto            | Partito |
| ---------------------------- | ------ | ----------------- | ------- |
| 1. Messina                   |        | Francesco D'Uva   | M5S     |
| 2. Barcellona Pozzo di Gotto |        | Alessio Villarosa | M5S     |
| 3. Enna                      |        | Andrea Giarrizzo  | M5S     |

1. 1 2  In data 21.06.2022 aderisce al gruppo Insieme per il futuro.
2. ↑  In data 19.02.2021 aderisce al gruppo misto, non iscritti.

### Eletti nella quota proporzionale
| Movimento 5 Stelle            | Forza Italia     | Partito Democratico | Lega             | Fratelli d'Italia | Liberi e Uguali   |
| ----------------------------- | ---------------- | ------------------- | ---------------- | ----------------- | ----------------- |
|                               |                  |                     |                  |                   |                   |
| Angela Raffa Antonella Papiro | Antonino Germanà | Pietro Navarra      | Carmelo Lo Monte | Carmela Bucalo    | Guglielmo Epifani |

- Tre seggi di spettanza del Movimento 5 Stelle, risultando sovrannumerari, furono assegnati in altre circoscrizioni: uno nella circoscrizione Toscana, uno nella circoscrizione Lazio 1, uno nella circoscrizione Puglia[2]

1. ↑  In data 22.05.2020 aderisce al gruppo misto, non iscritti; in data 26.05.2020 alla componente «Noi con l'Italia-USEI-Rinascimento ADC»; in data 08.04.2021 a Lega per Salvini Premier.
2. ↑  In data 09.09.2019 aderisce al gruppo misto, non iscritti; in data 21.01.2021 alla componente «Centro Democratico».
3. ↑  Deceduto in data 07.06.2021; in data 09.06.2021 gli subentra Maria Flavia Timbro.